# 공서윤
공서윤(본명: 김경선, 1985년 ~ )은 대한민국의 배우이다. 2004년 미스코리아 충북 미 출신으로 2006년 봉준호 감독의 영화 《괴물》에 헤드폰을 끼고 음악을 듣다 괴물에게 희생당하는 단역으로 출연 후 ‘괴물녀’, ‘헤드폰녀’로 불리며 주목을 받았다.

## 출연 작품

### 영화
| 연도 | 제목          | 역할        | 비고     |
| ---- | ------------- | ----------- | -------- |
| 2006 | 괴물          | 긴머리 여자 | 단역     |
| 2007 | 궁녀          | 수방 궁녀 1 | 단역     |
| 2009 | 배꼽          |             |          |
| 2013 | 취우          |             | 독립영화 |
| 2014 | 인간중독      | 7호네       | 조연     |
| 2019 | 얼굴없는 보스 | 복지사      | 단역     |

### 드라마
- 결혼의 여신
- 제3병원
- 그 겨울, 바람이 분다